# 陈宝箴、陈三立故居
28°59′01″N 114°40′31″E / 28.98361°N 114.67528°E
陈宝箴、陈三立故居位于中国江西省九江市修水县义宁镇竹塅村，又称陈家大屋，亦称凤竹堂，是陈宝箴、陈三立的出生地。
陈家大屋由新旧两栋连成一体，老屋建成于清乾隆五十八年（1793年），由陈宝箴祖父陈克绳所建，一进二重，中开大天井。新屋建于光绪年间，为陈宝箴中举后所建。屋前竖立着一堆旗杆石和一对旗石墩，旗杆石为陈宝箴中举后所竖，旗石墩为陈三立中进士时所竖。